# Désiré Cnudde

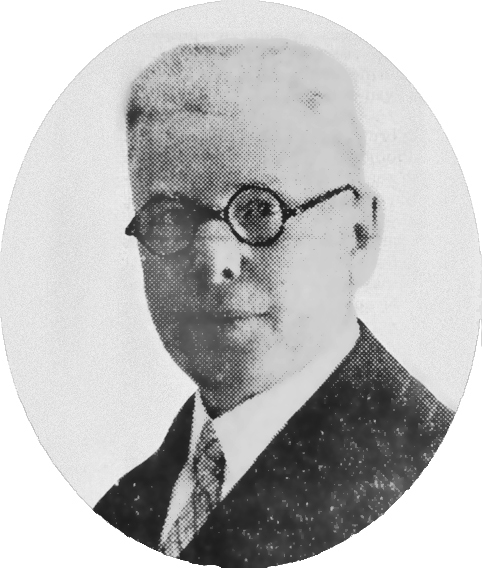
Désiré Cnudde

Désiré Pierre Cnudde (Dampremy, 31 januari 1884 - Gent, 27 november 1964) was een Belgisch volksvertegenwoordiger.

## Levensloop
Cnudde ging na zijn lagere school aan de slag als wever en behaalde geen enkel diploma. Hij bracht het grootste deel van zijn leven in Gent door.
Op achttienjarige leeftijd sloot hij zich aan bij de Belgische Werkliedenpartij (BWP), de socialistische coöperatie Vooruit en de socialistische ziekenkas Bond Moyson. Hij klom op binnen de hiërarchie van de textielvakbond, waar hij Edward Anseele als een van zijn beschermheren had, en werd in 1912 adjunct-secretaris van de Broederlijke Wevers. In 1913 werd hij beheerder van de hulpkas van Vooruit en tijdens de Eerste Wereldoorlog was betrokken bij allerlei sociale activiteiten en lid van diverse comités. Hij was daarenboven secretaris van de Gentse afdeling van de BWP en van 1925 tot 1932 was hij lid van het Bureau van de Algemene Raad van de partij.
In 1919 werd Cnudde voor de socialisten verkozen tot lid van de Kamer van volksvertegenwoordigers voor het arrondissement Gent en vervulde dit mandaat tot in 1939. Als volksvertegenwoordiger maakte hij deel uit van de Kamercommissies Financiën en Binnenlandse Zaken en was hij betrokken bij de hervorming van het gevangeniswezen en de wetgeving rond sociale huisvestingsmaatschappijen. Zijn interventies in de plenaire vergaderingen hadden voornamelijk betrekking op problemen rond huisvesting, onderwijs en de sociale gevolgen van de Grote Depressie in de jaren '30.

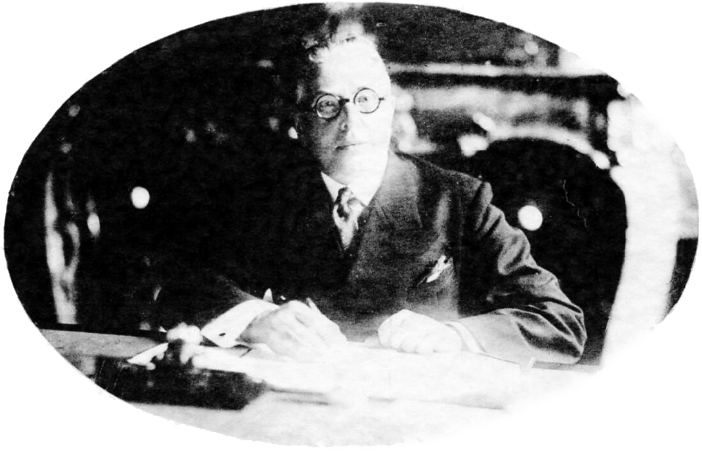
Schepen Désiré Cnudde

Op lokaal niveau was Cnudde van 1921 tot 1946 gemeenteraadslid van Gent, waar hij van 1925 tot 1934 en van 1939 tot 1944 schepen was. Tijdens de Tweede Wereldoorlog aanvaardde hij als schepen aan te blijven, onder het burgemeestersambt van Hendrik Elias, die was aangesteld door de Duitse bezetter. Dit werd hem na de oorlog kwalijk genomen. Hij werd in mei 1945 gearresteerd op verdenking van collaboratie en zat vier maanden in voorarrest. Hij werd vrijgesproken, want er kon hem niets concreet worden ten laste gelegd. Hij kon echter niet meer op steun rekenen binnen de socialistische partij, onder meer niet vanwege de naoorlogse waarnemend burgemeester, zijn vroegere collega Edward Anseele jr.. Dit stuitte bij hem op onbegrip want hij vond dat hij, in het algemeen belang, de politiek van het minste kwaad had gevoerd en zich niets te verwijten had. Hij kwam in 1946 op voor de gemeenteraadsverkiezingen met een onafhankelijke lijst, maar zonder succes. Hij verdween toen in de anonimiteit.
Het 'Speelplein Désiré Cnudde' uit 1934 werd na WOII omgedoopt in 'Henri Storyspeelplein' naar de voormalige Gentse schepen en verzetsleider die in concentratiekamp Gross-Rosen overleed, en het 'Rustoord Désiré Cnudde' in Mariakerke werd het 'Antoine Van Hoorebekehof' naar de Gentse advocaat en verzetsman die in concentratiekamp Flossenburg om het leven kwam.